# Antoine de Baecque
Pour les autres membres de la famille, voir Famille de Baecque.
Antoine de Baecque est un historien, critique de cinéma et de théâtre, et éditeur français, né le 14 mai 1962 à Neuilly-sur-Seine.

## Biographie

### Années de formation
Ancien élève de l'École normale supérieure de Saint-Cloud (1983, voie lettres), Antoine de Baecque est spécialiste en histoire culturelle du XVIIIe siècle. 
Agrégé d'histoire en 1986, il soutient en 1992 une thèse de doctorat en histoire sous la direction de Michel Vovelle à l'université Paris I Panthéon-Sorbonne,. 

### Carrière universitaire
Après avoir enseigné en tant que maître de conférences à l'université de Versailles-Saint-Quentin-en-Yvelines, puis avoir été enseignant permanent à l'université Paris Ouest Nanterre La Défense au sein des Études cinématographiques du département Arts du spectacle, il est, en 2018, enseignant à l'École normale supérieure. Il est aujourd'hui directeur du département Arts à l'École normale supérieure.

### Carrière de journaliste
À l'École normale, il fonde la revue Avancées cinématographiques. Il publie à l'âge de 22 ans son premier article dans les Cahiers du cinéma lors de la mort de François Truffaut.
Il écrit ensuite de nombreux articles et ouvrages sur le cinéma français, en particulier sur Truffaut, Godard et sur l'histoire des Cahiers du cinéma, dont il a été le rédacteur en chef de 1996 à 1998.
Il est, de 2001 à 2006, rédacteur en chef des pages culture du journal Libération. À partir de 2007, il collabore au journal en ligne Rue89.
À partir de 2015, il écrit dans la revue en ligne Délibéré, où il publie « Degré zéro », une chronique consacrée à la marche et à l'exploration de la ville (Paris puis New York).

### Vie privée
Antoine de Baecque a deux filles, Louise et Suzanne. L’aînée, Suzanne de Baecque, est comédienne.
Il est marié à Emmanuelle Loyer, historienne française.

## Publications

### Ouvrages sur l'histoire
- La Caricature révolutionnaire, Presses du CNRS, 1988.
- La Révolution à travers la caricature, Éditions Solar, Paris, 1989.
- Le Corps de la Révolution : la souveraineté, le récit et le rituel politiques étudiés à travers leurs représentations corporelles (de l'Ancien Régime à la Révolution française), 1992, 2 vol. (712 f.-[12] f. de pl.) Thèse de doctorat : Histoire, Paris 1, 1992, sous la dir. de Michel Vovelle[8].
- Le Corps de l'Histoire : métaphores et politique (1770-1800), Calmann-Lévy, 1993.
- La gloire et l'effroi : sept morts sous la Terreur, Paris, Bernard Grasset, 1997, 281 p. (ISBN 2-246-54731-8, présentation en ligne).
- Marquis de Bièvre ; calembours et autres jeux sur les mots d'esprit, Payot, 2000.
- Les Éclats du rire : la culture des rieurs au XVIIIe siècle, Calmann-Lévy, 2000.
- Pour ou contre la Révolution française (sous la dir.), Bayard, 2002.
- La Cérémonie du pouvoir, Grasset, 2002.
- Les Duels politiques : de Danton-Robespierre à Royal-Sarkozy, Hachette, coll. « Pluriel », 2007.
- Qu’est-ce qui fait rire les… Belges ? (anthologie), Éditions du Panama, 2007.
- Crises dans la culture française. Anatomie d'un échec, Bayard, 2008.
- L'Histoire-caméra, Paris, Gallimard, coll. « Bibliothèque illustrée des histoires », 2008, 490 p.
- Dictionnaire de curiosités : la France de la Révolution, Paris, Éditions Tallandier, 27 octobre 2011, 1re éd., 275 p. (ISBN 978-2-84734-691-6, BNF 42537065).
- Histoires d'amitiés, Payot, 2014, 220 p.  (ISBN 978-2-228-91130-6).
- En d'atroces souffrances : pour une histoire de la douleur, Alma Editeur, coll. « Pabloïd », 2015, 235 p.  (ISBN 978-2-362-79151-2).
- Les Nuits parisiennes : XVIIIe – XXIe siècle, Seuil, 2015.
- Le Club des péteurs, une anthologie malicieuse, Payot, 2016.
- La Révolution terrorisée, Paris, CNRS Éditions, 2017, 238 p. (ISBN 978-2-271-11606-2, présentation en ligne).
- Histoire des crétins des Alpes, La Librairie Vuibert, 2018, 284 p.  (ISBN 978-2-311-10203-1).
- La France gastronome. Comment le restaurant est entré dans notre histoire, Payot, 2019, 240 p.  (ISBN 978-2-228-92264-7).
- Mona Ozouf. Portrait d'une historienne (dir., avec Patrick Deville), Flammarion, 2019.

### Ouvrages sur le voyage et la marche
- Les Écrivains randonneurs (choix des textes et présentation), Éditions Omnibus, 2013  (ISBN 9782258086432)
- La Traversée des Alpes : essai d'histoire marchée, Gallimard, coll. « Bibliothèque des histoires », 2014  (ISBN 9782070144426) Prix Ptolémée de la Géographie.
- Une histoire de la marche, Perrin, 2016
- Les Godillots. Manifeste pour l’histoire marchée, Anamosa, 2017, 204 p.
- Ma Transhumance. Carnets de routo, Arthaud, 2019, 372 p.  (ISBN 978-2081390935)
- Ma forteresse : Journal du Vercors, Paulsen, 2022 (ISBN 9782375021477)

### Ouvrages sur le cinéma
- Andreï Tarkovski, Cahiers du cinéma, 1989
- Cahiers du cinéma : histoire d'une revue, Cahiers du cinéma, 1991
- Le Cinéma des écrivains, Cahiers du cinéma, 1995
- Conversations avec Manoel de Oliveira, en collaboration avec Jacques Parsi, Cahiers du cinéma, 1996
- François Truffaut : biographie, en collaboration avec Serge Toubiana, Gallimard, 1996, 2001
- De l'histoire au cinéma (dir. avec Christian Delage), Complexe, 1998
- La Nouvelle Vague : portrait d'une jeunesse, Flammarion, 1998
- Petite Anthologie des Cahiers du cinéma ; avec Gabrielle Lucantonio[9], Cahiers du cinéma, 2001 :
  - Volume 1. Le Goût de l'Amérique
  - Volume 2. Vive le cinéma français !
  - Volume 3. La Nouvelle Vague
  - Volume 4. La Politique des auteurs, les textes
  - Volume 5. La Politique des auteurs, les entretiens
  - Volume 6. Critique et cinéphilie
  - Volume 7. Théories du cinéma
  - Volume 8. Nouveaux Cinémas, nouvelles critiques
  - Volume 9. Sur la carte du monde
- La Cinéphilie : invention d'un regard, histoire d'une culture, 1944-1968, Fayard, 2003
- Le Dictionnaire Truffaut (en collaboration avec Arnaud Guigue), La Martinière, 2004
- Tim Burton, Cahiers du cinéma, 2005
- Jean-Claude Brisseau, l'ange exterminateur (entretiens), Grasset, 2006
- Histoire et cinéma, Cahiers du cinéma, 2008
- Le Dictionnaire Pialat, Léo Scheer, 2008
- Godard : biographie, Grasset, 2010 ; rééd. 2011, coll. « Pluriel »Prix de la Revue des deux Mondes 2010[10].
- Le Dictionnaire Eustache (dir.), Léo Scheer, 2011
- Antoine de Baecque (dir.), Philippe Chevallier (dir.) et al., Dictionnaire de la pensée du cinéma, Paris, PUF, coll. « Quadrige dicos poche », mai 2012, 788 p. (ISBN 978-2-13-058018-8, BNF 42664439)
- Antoine de Baecque et Noël Herpe, Éric Rohmer : biographie, Paris, Stock, 2014, 604 p. (ISBN 978-2-234-07561-0, BNF 43738036)
- Chabrol : biographie, Stock, 2021
- Marin Karmitz. Une autre histoire du cinéma, Flammarion, 2024

### Ouvrages sur le théâtre
- Avignon, le royaume du théâtre, Gallimard, coll. « Découvertes Gallimard / Arts » (no 290), 1996 (réédité en 2006)
- Histoire du festival d'Avignon (en collaboration avec Emmanuelle Loyer), Gallimard, 2007
- Avec Lucien Attoun, Pour un théâtre contemporain, Arles, Actes Sud, coll. « Apprendre », 2014, 208 p.  (ISBN 978-2-330-03177-0)

### Romans
- Les Talons rouges, Paris, Stock, 2017
- Eugénie, Paris, Stock, 2020

### Livres de photo
- Doisneau : portraits d'artistes (textes), Flammarion, 2008
- Le Bestiaire imaginaire (album d'exposition[11]), avant-propos de Marc Francina, introduction de Caroline Bouchard, texte d'Antoine de Baecque ; Paris, Skira-Flammarion / Palais Lumière, 2010

## Scénarios
- 2010 : Deux de la vague d'Emmanuel Laurent
- 2011 : Casanova, Histoire de ma vie de Hopi Lebel

## Émissions de radio
- 2014 : Marcher, une histoire des chemins sur France Culture, 8 épisodes[12]
- 2017 : Entretien Matières à penser / Frédéric Worms - Antoine de Baecque, 1er janvier 2018 à 22 h.

## Distinctions
- Prix du Syndicat de la critique 2008 : Prix du meilleur livre sur le théâtre pour Histoire du Festival d'Avignon

### Radio
- Page dédiée à Antoine de Baecque sur le site de France Culture